# Hietajärvi (sjö i S:t Michel, Södra Savolax)
Hietajärvi är en sjö i kommunen S:t Michel i landskapet Södra Savolax i Finland. Sjön ligger 105,2 meter över havet. Arean är 72 hektar och strandlinjen är 5,89 kilometer lång. Sjön  ingår i Kymmene älvs huvudavrinningsområde.   Den ligger omkring 40 kilometer norr om S:t Michel och omkring 240 kilometer nordöst om Helsingfors. 